# Storie di fantasmi di un antiquario
Storie di fantasmi di un antiquario (Ghost Stories of an Antiquary) è una antologia di storie di fantasmi di M. R. James, pubblicata nel 1904; alcuni dei racconti erano già apparsi su riviste. Alcune edizioni successive con questo titolo contengono sia la collezione originale sia la prosecuzione, Altre storie di fantasmi (More Ghost Stories, 1911), combinate in un solo volume.
Montague Rhodes James (1862–1936) fu uno studioso di storia medievale; Prevosto del King's College (Cambridge). Scrisse molte delle sue storie di fantasmi perché fossero lette a voce alta secondo la lunga tradizione dei racconti di fantasmi della Vigilia di Natale. Le sue storie sono spesso ambientate in paesaggi rurali, con un tranquillo protagonista erudito, coinvolto nelle attività di forze soprannaturali. I dettagli orrorifici non sono quasi mai espliciti, poiché le storie si affidano ad un quieto paesaggio bucolico per enfatizzare l'orrore delle intrusioni dall'altro mondo.